# Mercedes-Benz Citaro K
Der Citaro K (auch O 530 K) ist das kürzeste Modell der Mercedes-Benz Citaro-Linienbus-Serie und Nachfolger des O 405 NK.

## Ausführungen
Hersteller ist EvoBus in Mannheim, ein Tochterunternehmen von Daimler. Mit seiner Länge von 10,5 m ist er ein Midibus in Niederflurbauweise.
Er ist nur bedingt als Nachfolger vom Mercedes-Benz Cito zu sehen, weil dieser in den Längen von 8 bis 9½ m verfügbar und auch schmaler als der Citaro war. Im Straßenbild ist er nur schwierig zu erkennen, da er dem 12-m-Citaro sehr ähnlich ist und auch der O 530 K in der Standardausführung vorn und in der Mitte Doppeltüren hat, allerdings gibt es auch Spezialwünsche mit der einfachen Vordertür wie beispielsweise bei Bernmobil. Ähnliche Modelle anderer Hersteller haben meist nur eine einfache Vordertür.
Sein erster öffentlicher Auftritt war bei der IAA-Nutzfahrzeugmesse 2006. Dieses Fahrzeug wird beispielsweise bei der Hagener Straßenbahn AG, in Butzbach, der Havelbusgesellschaft in Potsdam/Brandenburg, Wuppertal, in Mannheim und einige in der Schweiz, u. a. bei Postauto eingesetzt. Auch die Reederei Norden-Frisia besitzt ein Exemplar. Verbreitet ist der Citaro K auch in Österreich, Polen und Frankreich.
Seit 2018 gibt es vom Citaro C2 K auch eine Hybrid-Version.

### Unterschiede zum 12-Meter-Bus
Kleine Merkmale helfen, den Citaro K vom 12-Meter-Bus zu unterscheiden, sie sind in den nebenstehenden Bildern in Gelb oder Rot umkreist.

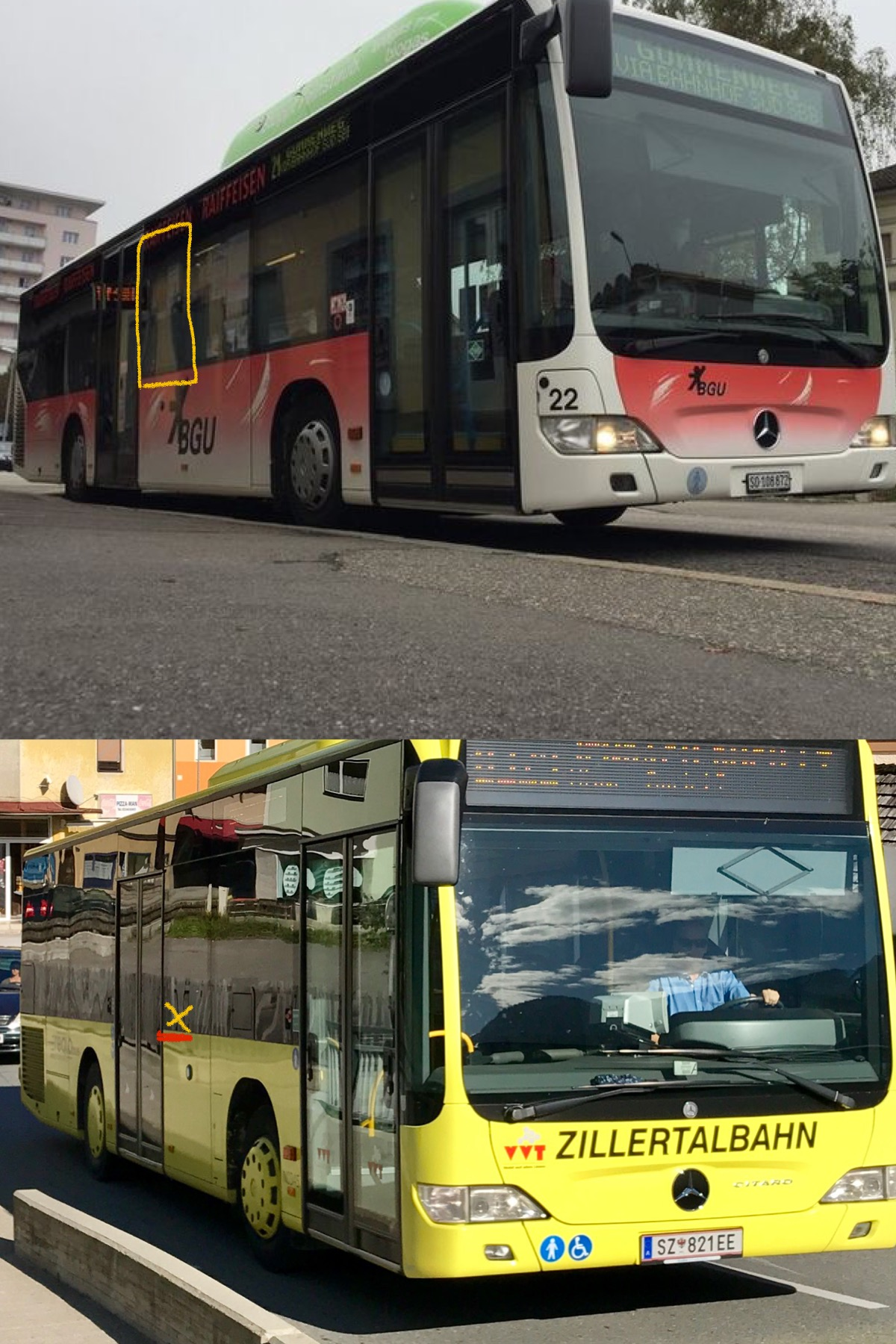
Die Unterschiede beim Facelift K mit zwei Türen

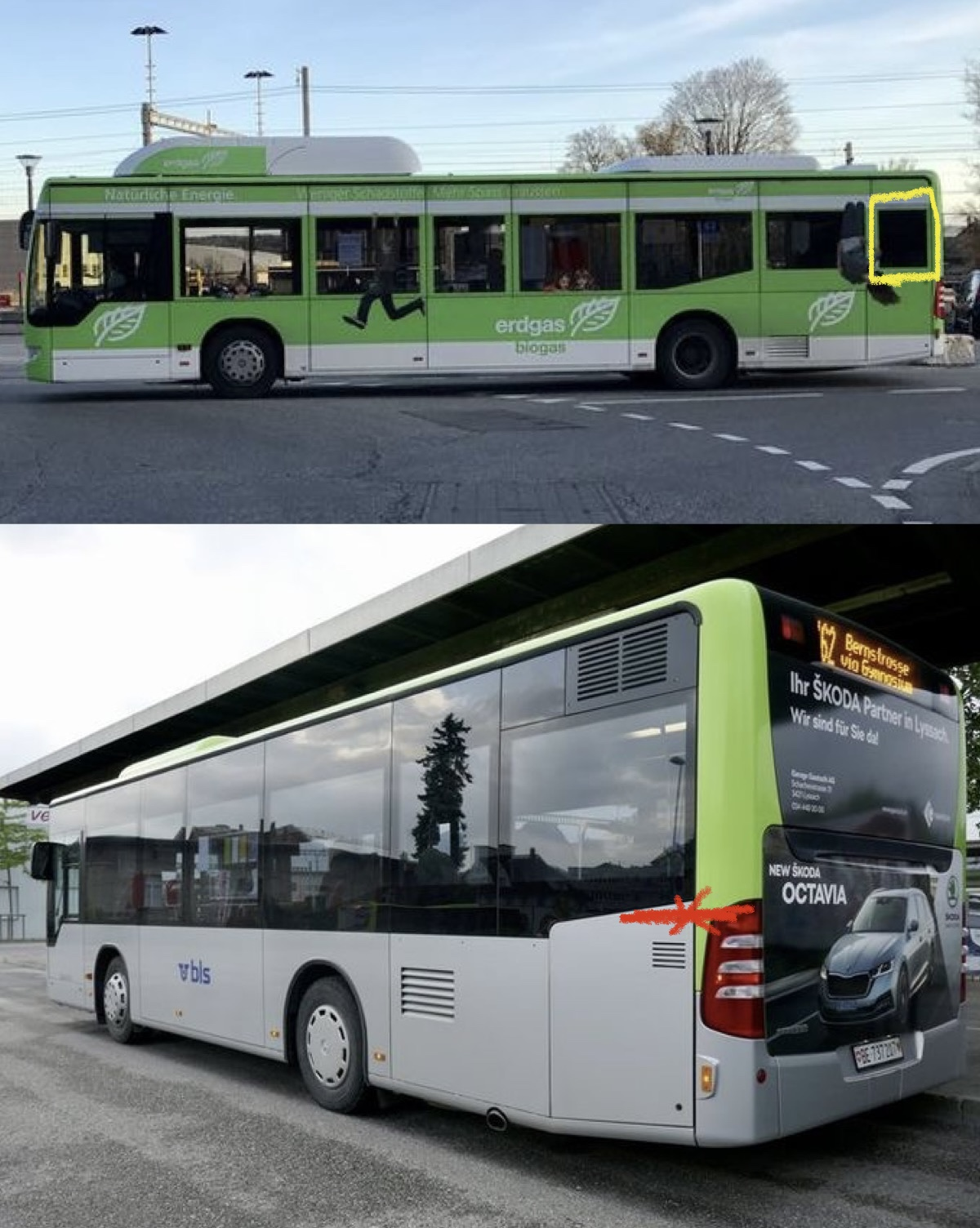
Der Unterschied beim Facelift auf der Fahrerseite

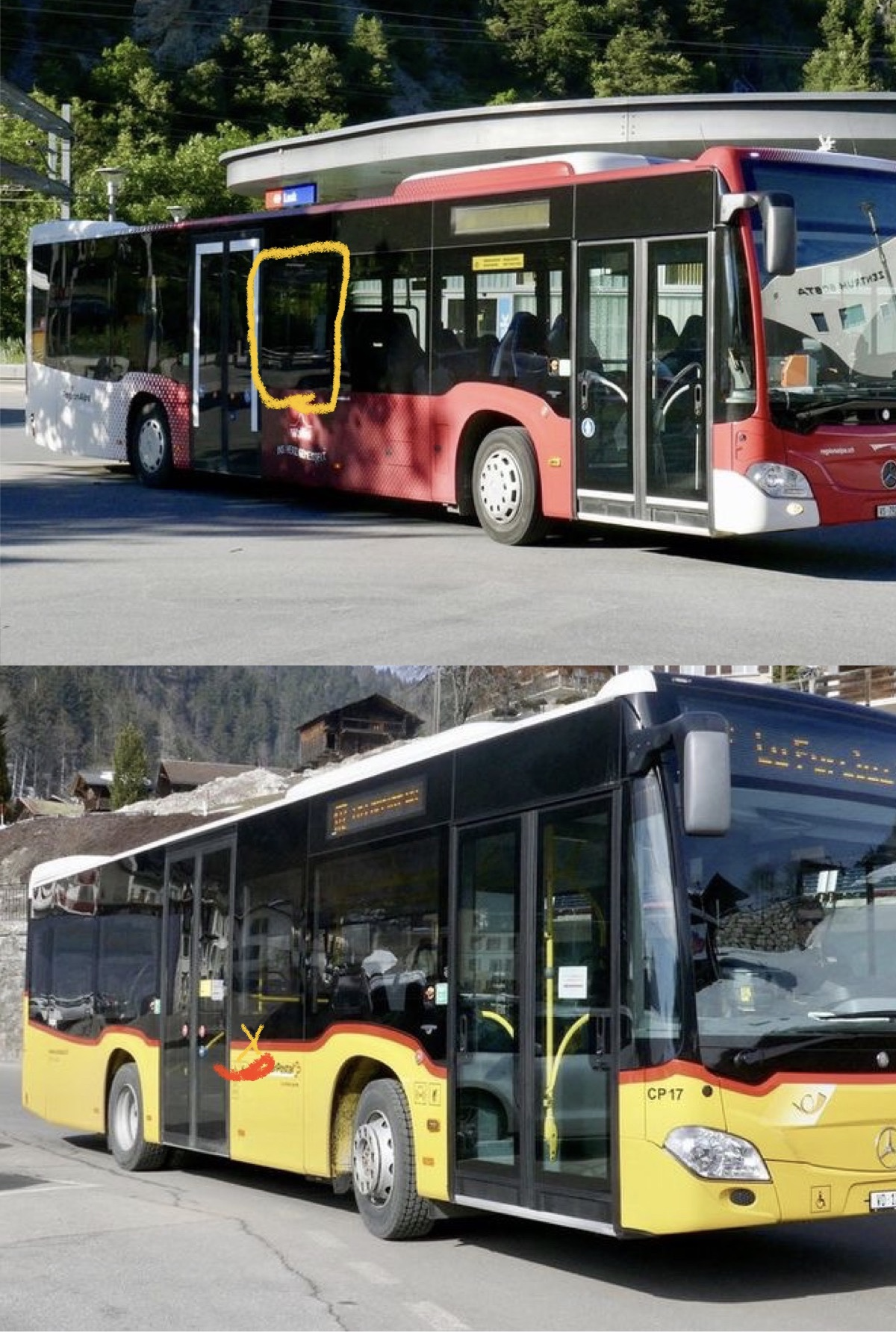
Bei der 2-Tür-Version beim C2

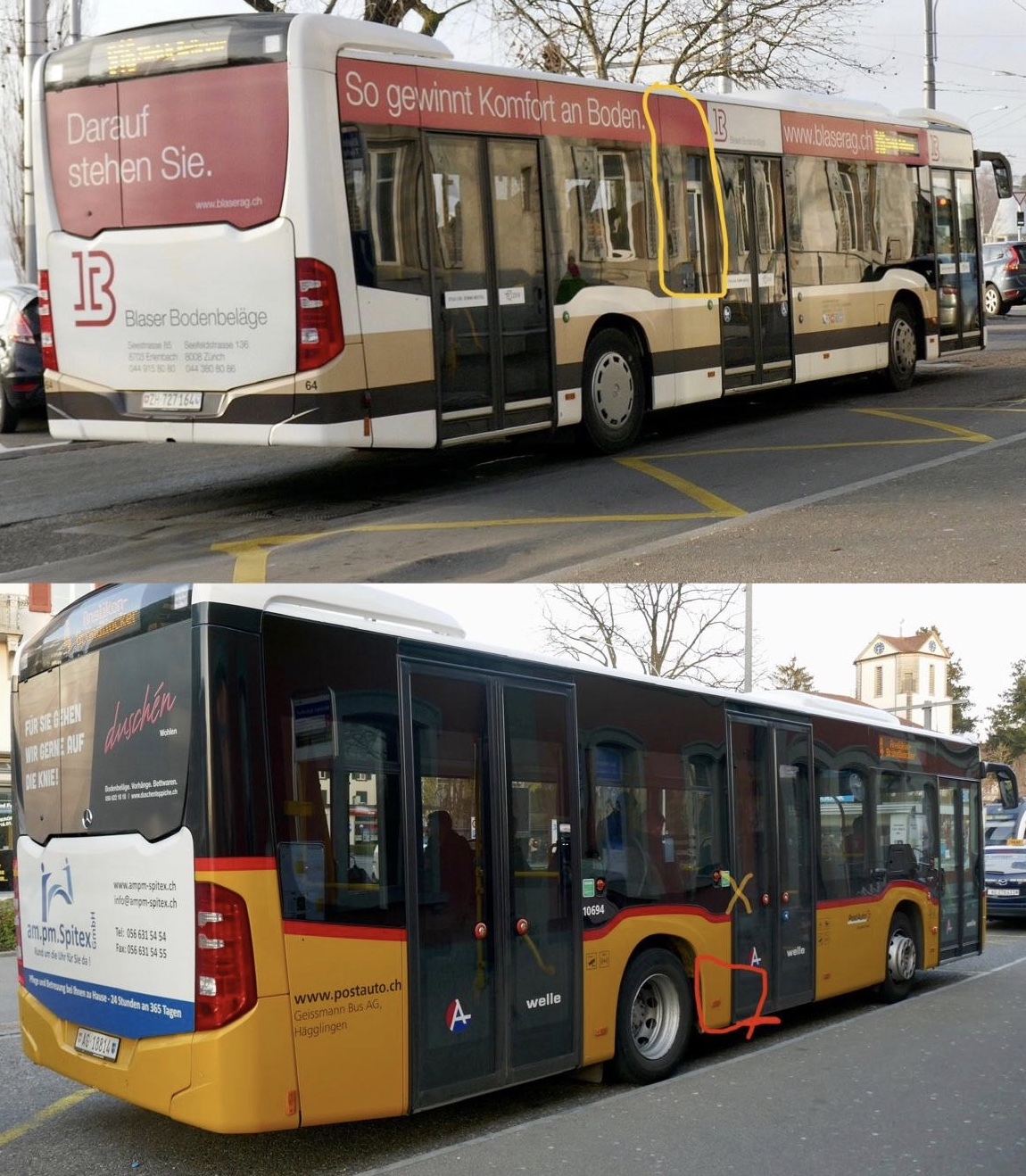
Die Merkmale beim C2 mit drei Türen

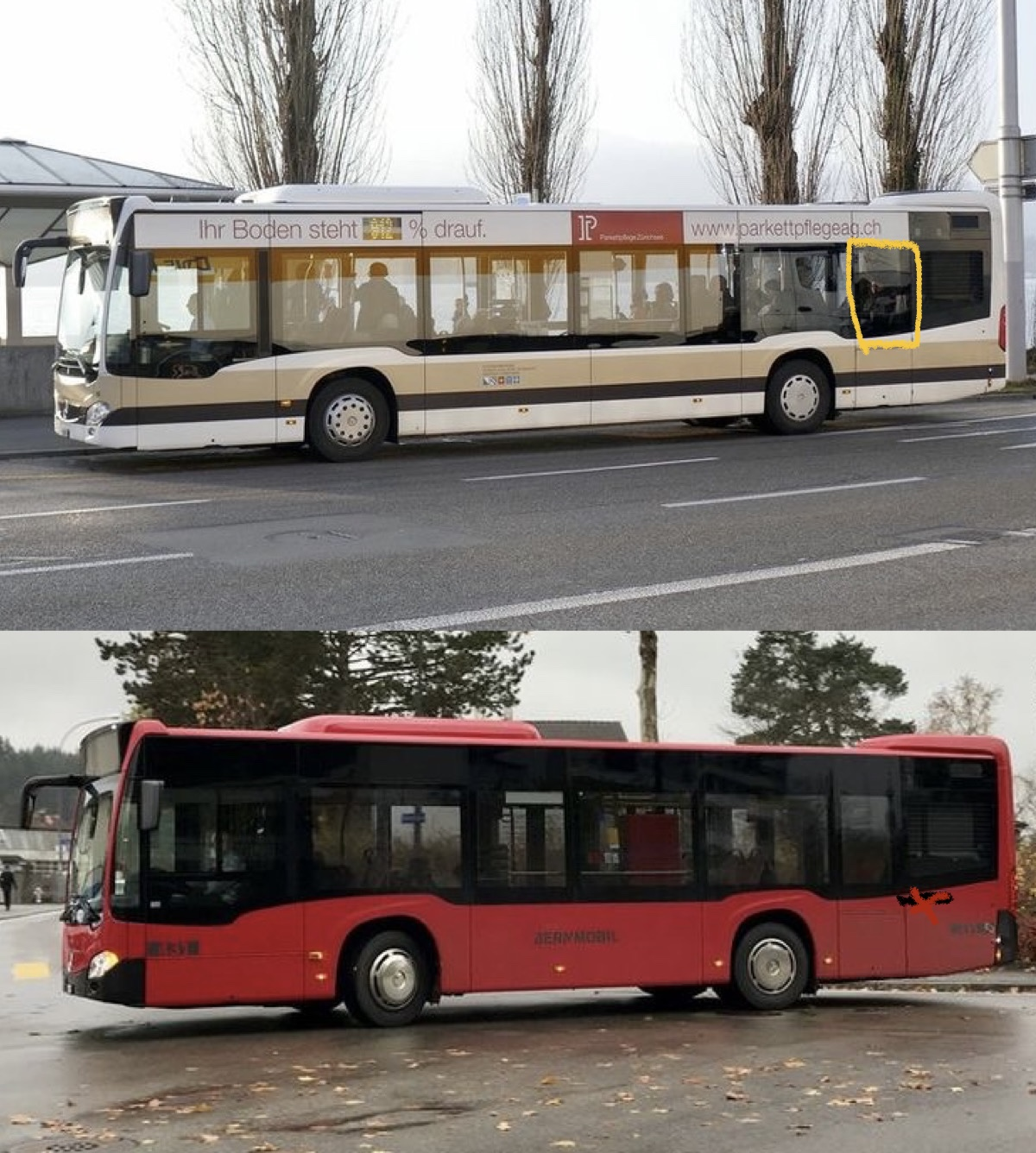
Der Unterschied auf der Fahrerseite beim C2

Facelift K mit zwei Türen
Vom Facelift K gibt es nur eine Version mit zwei Türen.
 Beim K gibt es zwischen Vorder- und Hintertür nur zwei Fenster, beim 12-Meter-Bus befindet sich noch ein weiteres Fenster vor der Hintertür.
C2 K mit zwei Türen
Hier kann man den Unterschied wie beim Facelift K am besten an den Fenstern zwischen Vorder- und Hintertür erkennen.
C2 K mit drei Türen
Beim 12-Meter-Bus befindet sich hinter der Mitteltür ein zusätzliches kurzes Fenster.
Beim C2 K ist auch der kleine Abstand zwischen Hinterrad und Mitteltür ein Merkmal.
Man kann es ebenfalls an der Seitenmarkierungsleuchte erkennen, die zwischendrin ist, beim 12-Meter-Bus ist links von der Seitenmarkierungsleuchte eine deutlich größere Fläche als beim K.
Facelift und C2 K Fahrerseite
Auf der "nicht-Tür"-Seite ist es ein bisschen schwieriger zu erkennen, aber man kann sich an den Fenstern orientieren: Beim C2 K ist jeweils ein Fenster weniger als beim 12-Meter-Bus: 7 statt 8 beim Facelift K bzw. 6 statt 7 beim C2 K (inkl. Fahrerfenster).

## Bilder
Hier einige Bilder der Citaro Facelift und C2 K:

### Facelift K

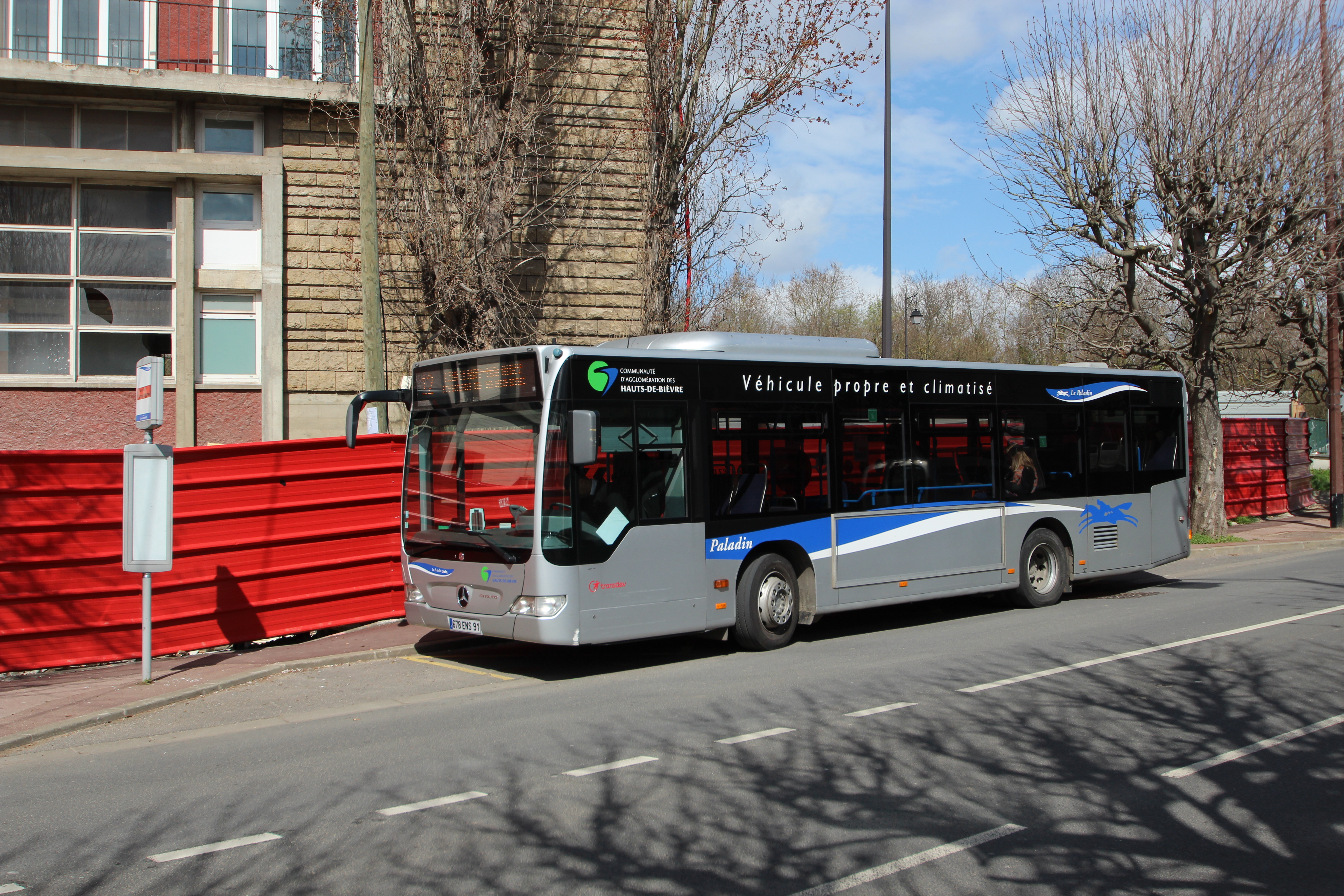
Facelift K vor der Résidence-Universität Jean-Zay in Antony
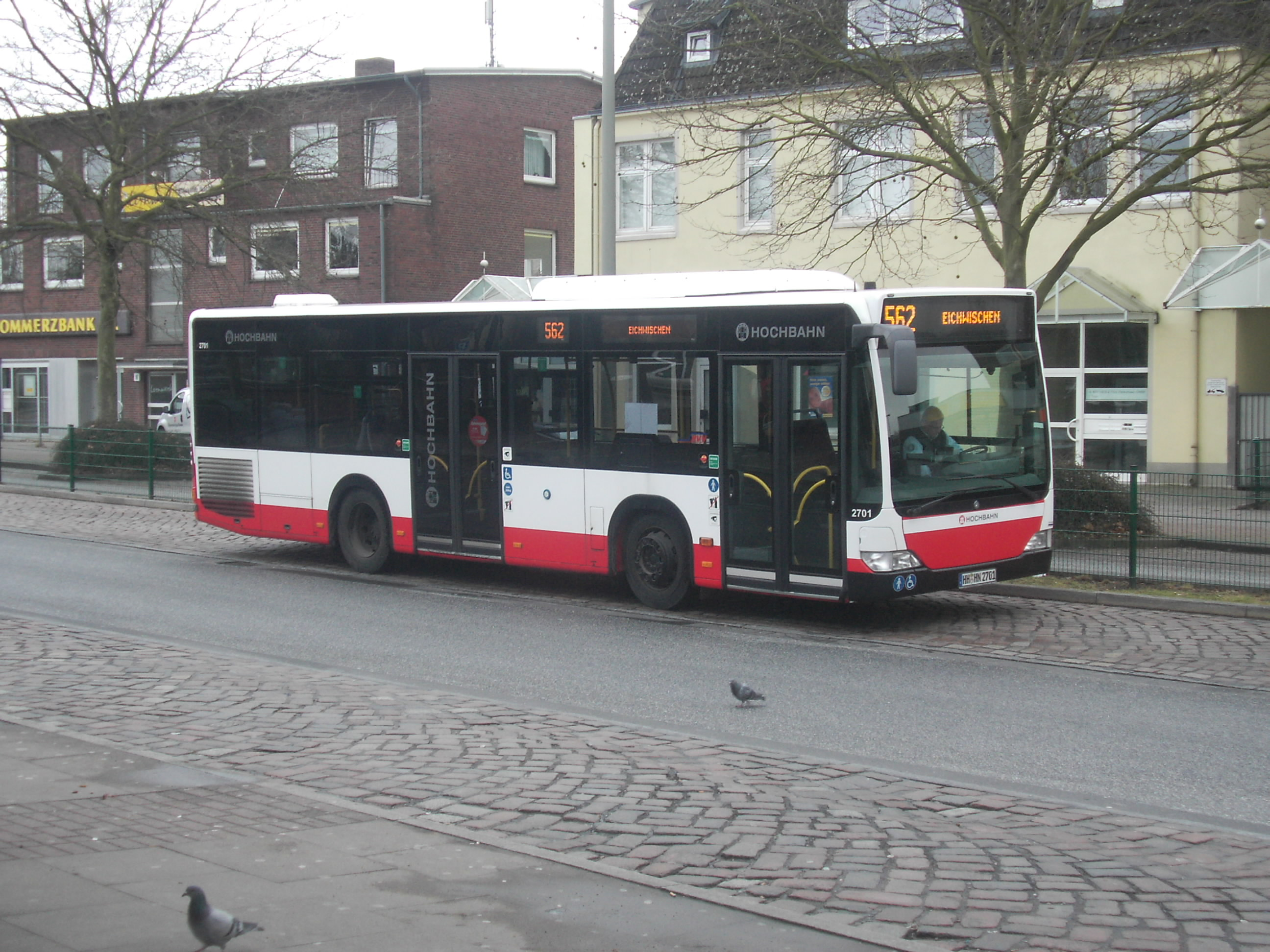
Citaro K Facelift der Hamburger Hochbahn
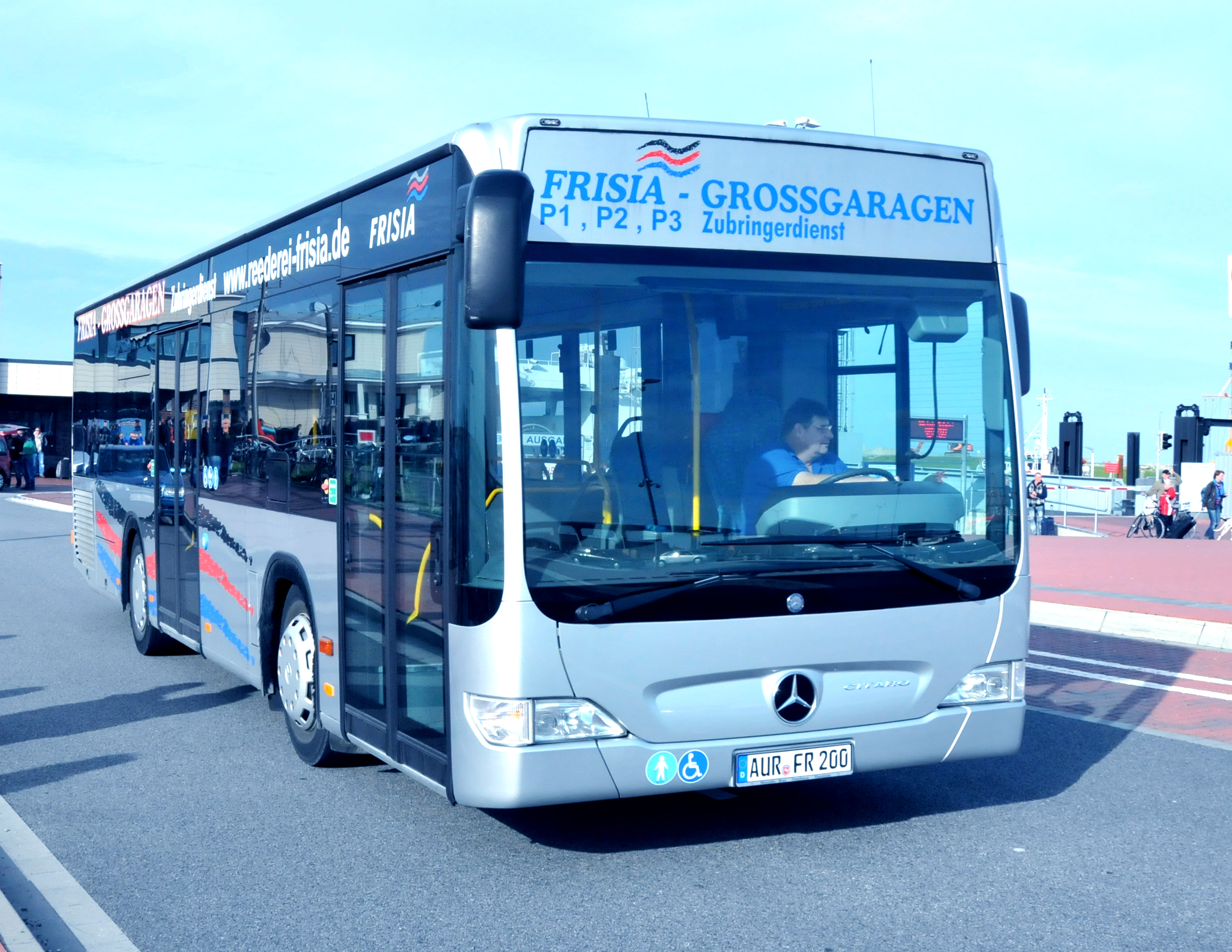
Citaro K der Frisia-Reederei beim Pendelverkehr in Norddeich
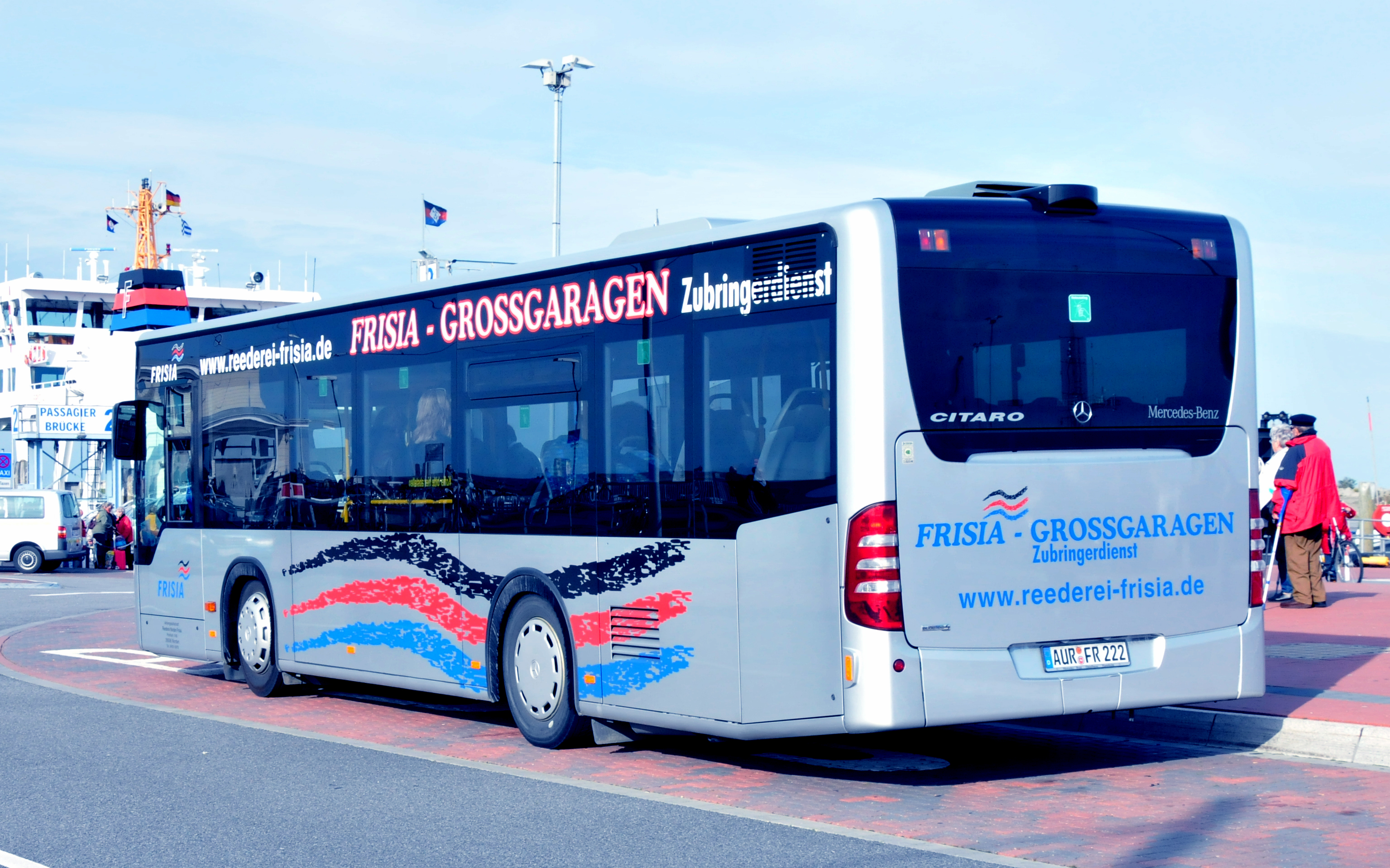
Heck des Citaro K der Frisia in Norddeich
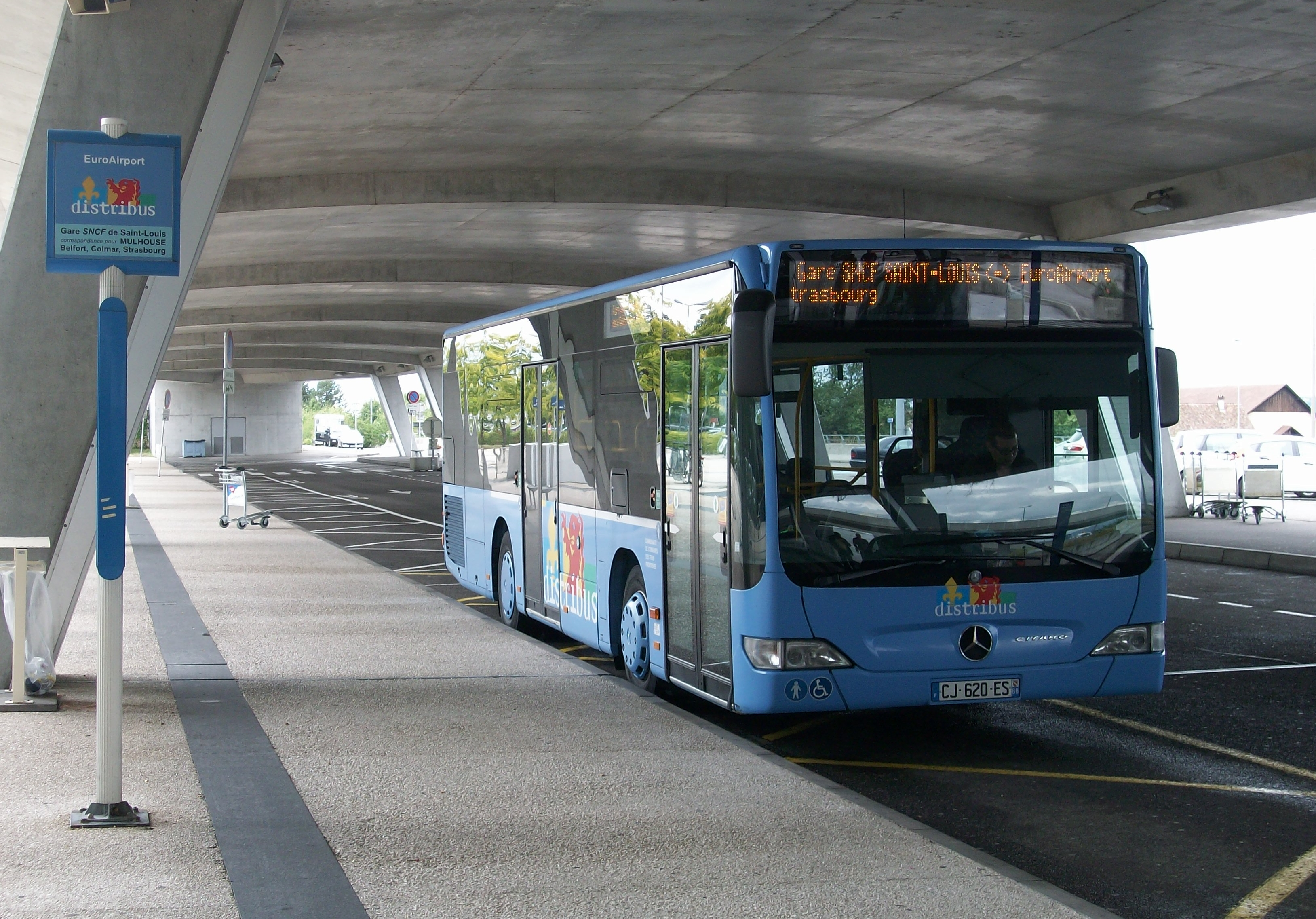
Ein Facelift K von Distribus am Flughafen Basel-Mülhausen
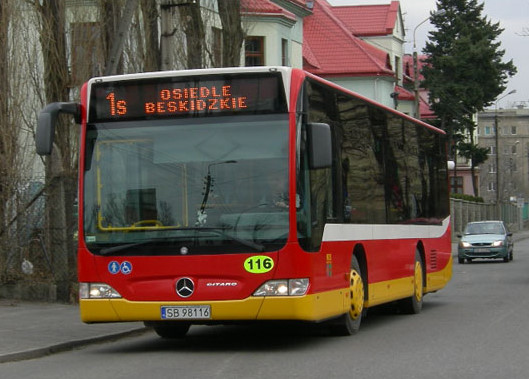
Facelift K in Bielsko-Biała als Wagen 116

### C2 K

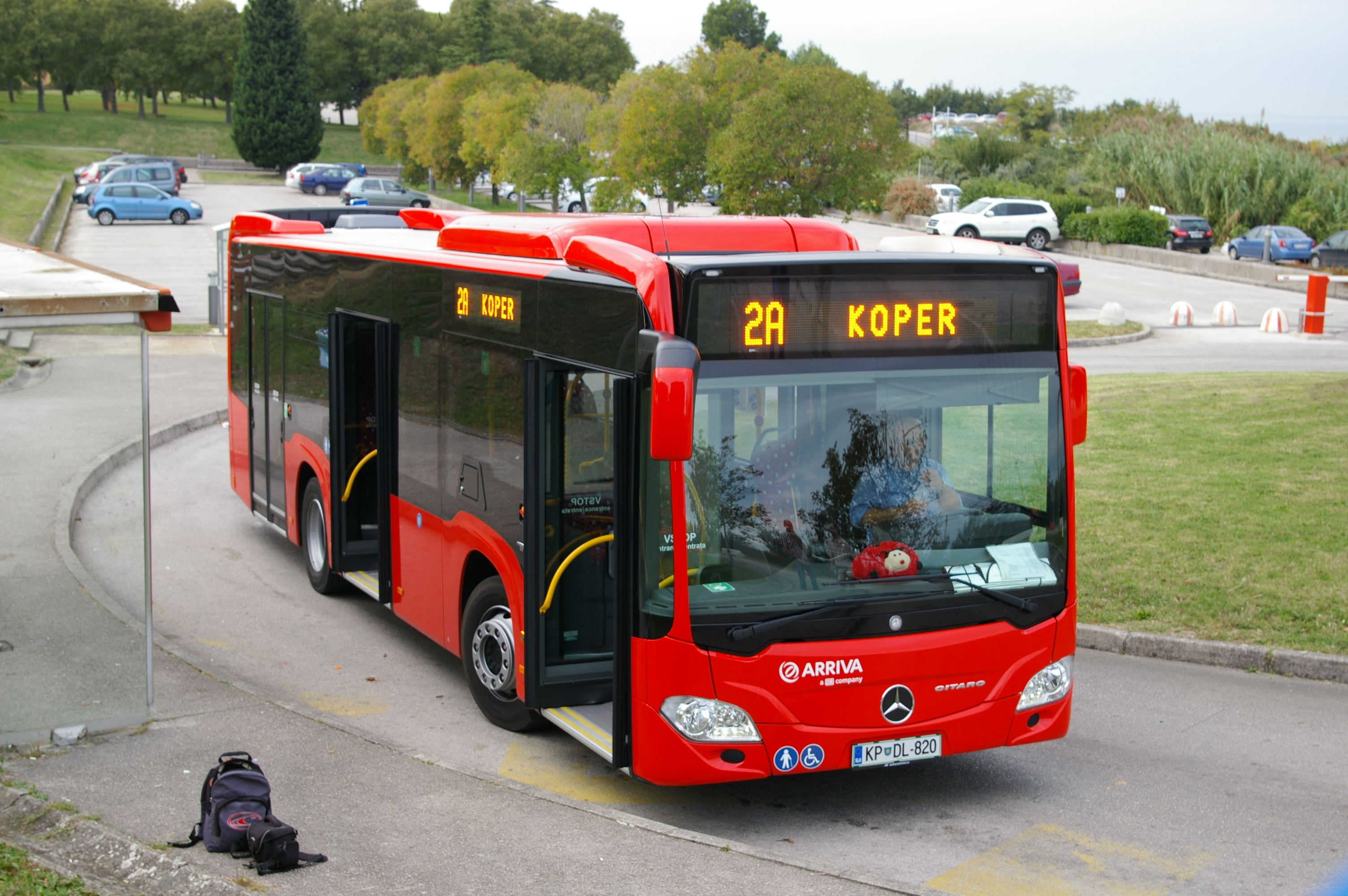
Ein C2 K in Koper
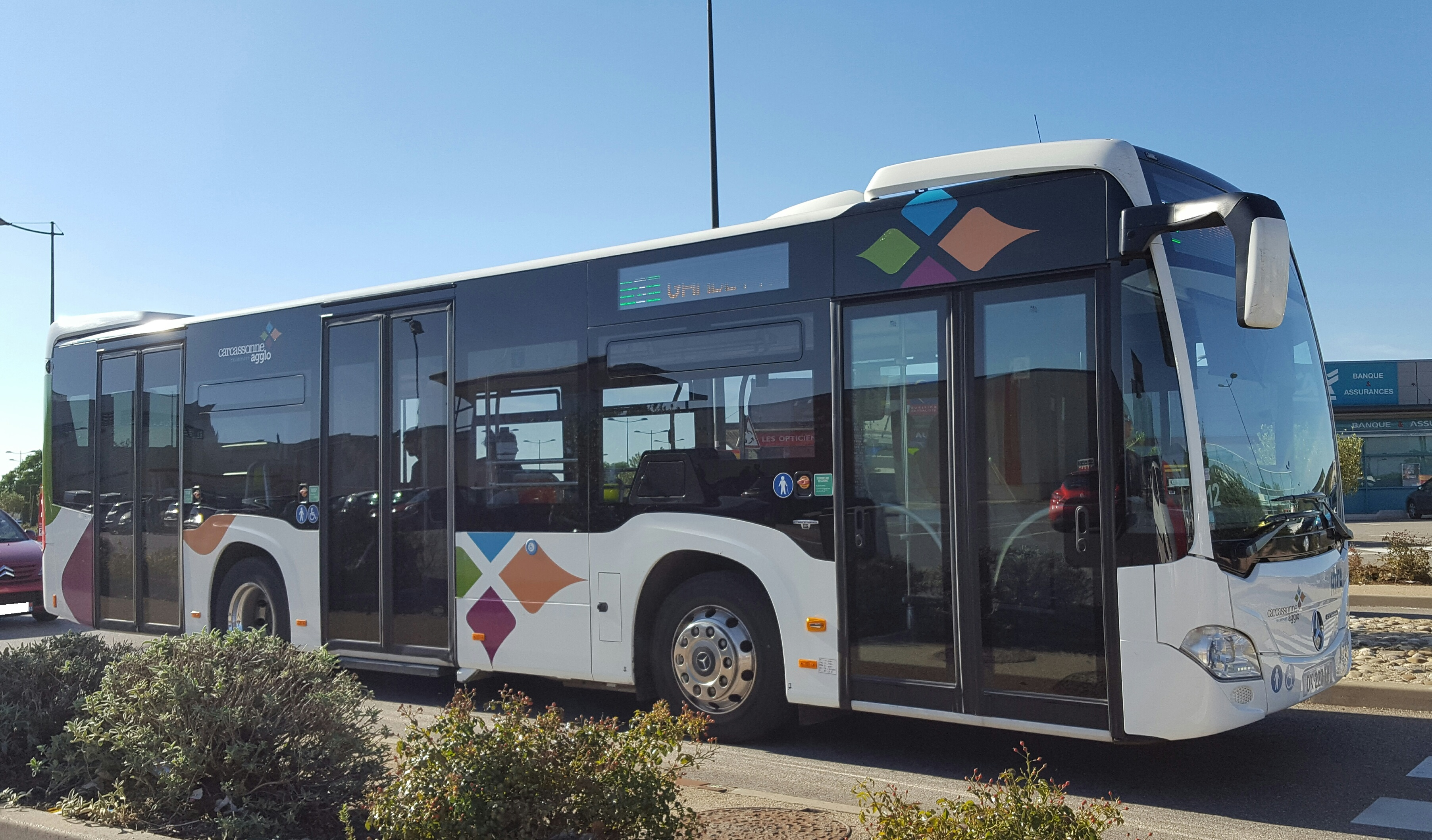
C2 K in Carcassonne
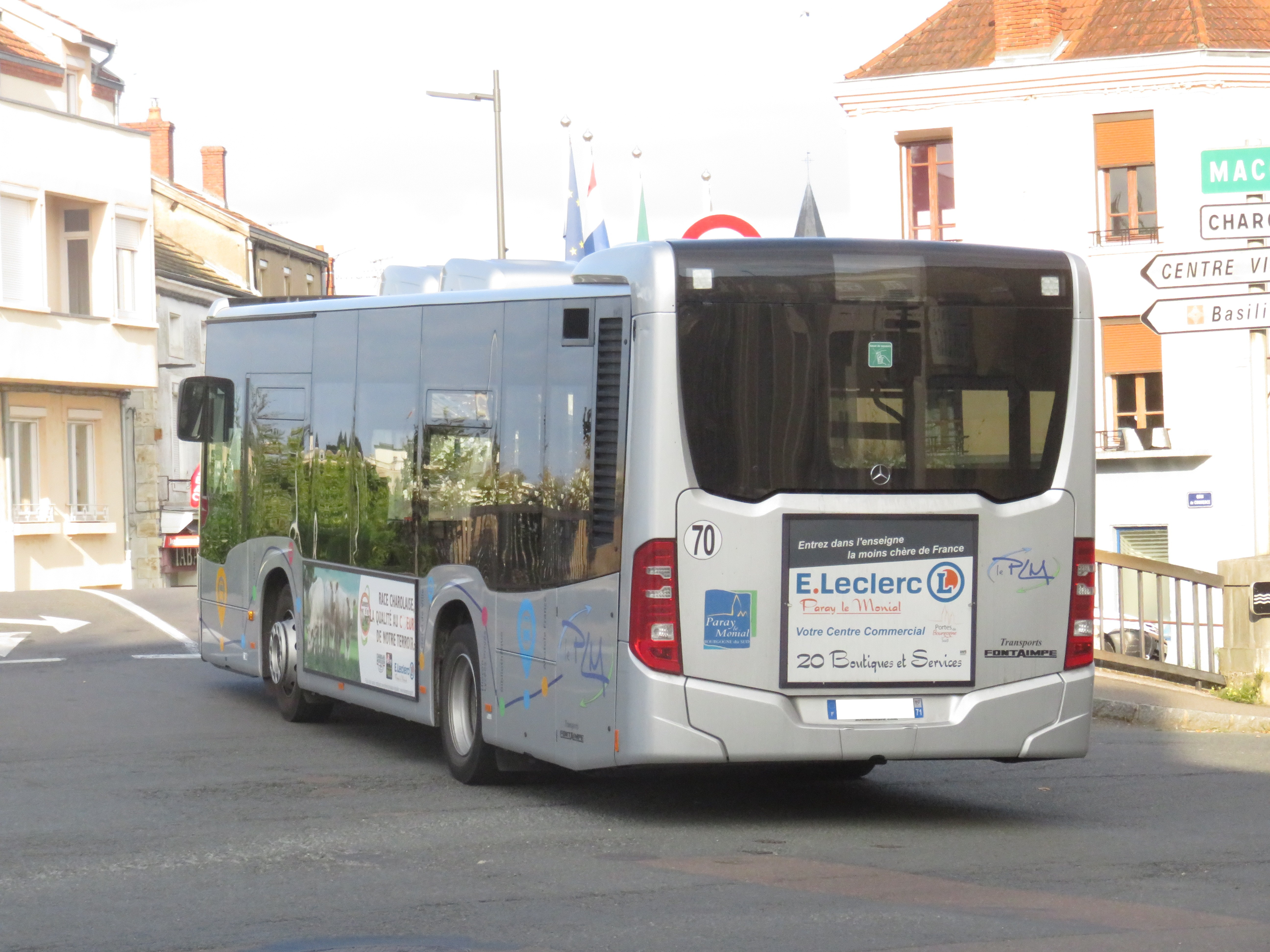
Heck eines C2 K in Amboise
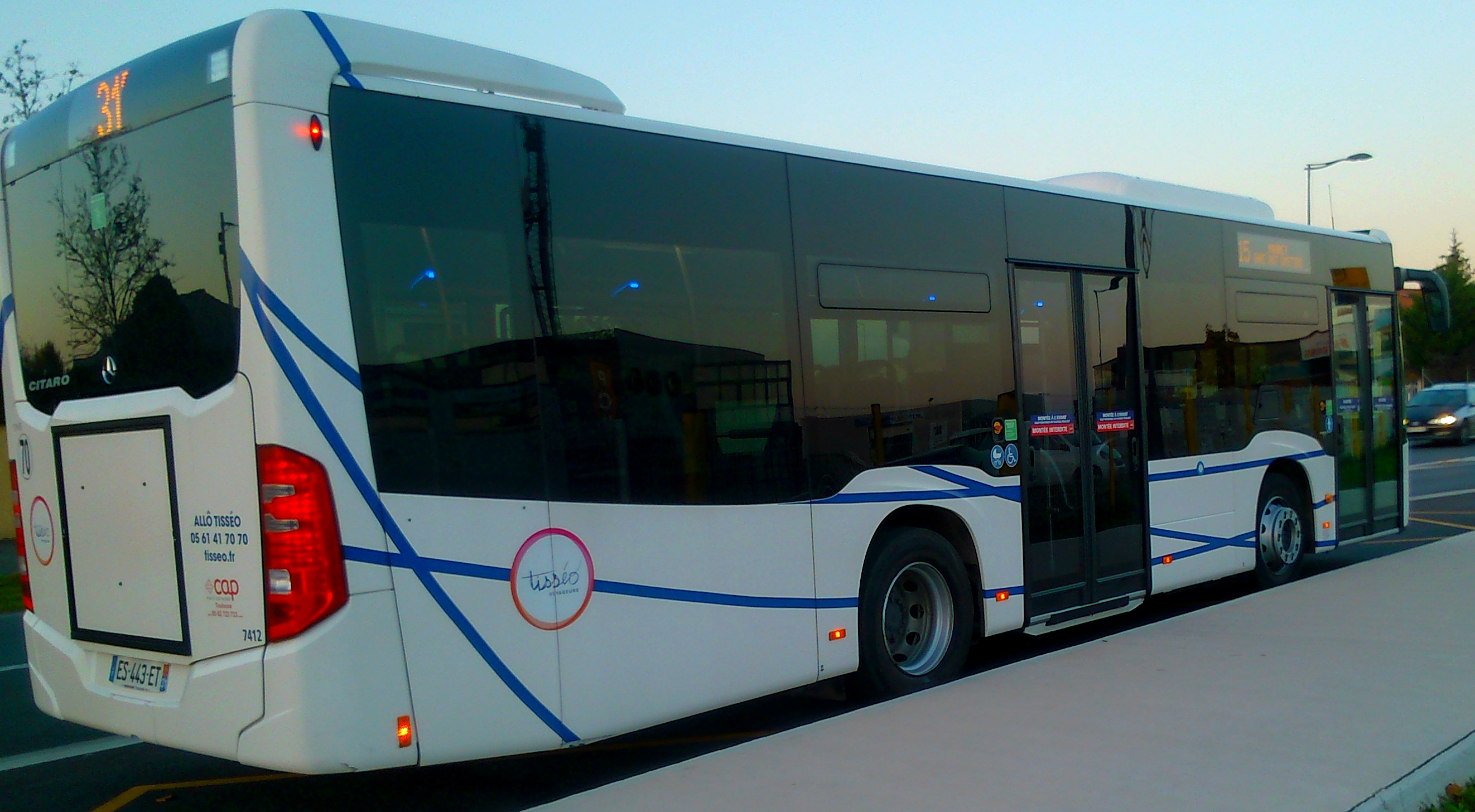
Tisséo-Bus an der Endstation in Saint-Lys
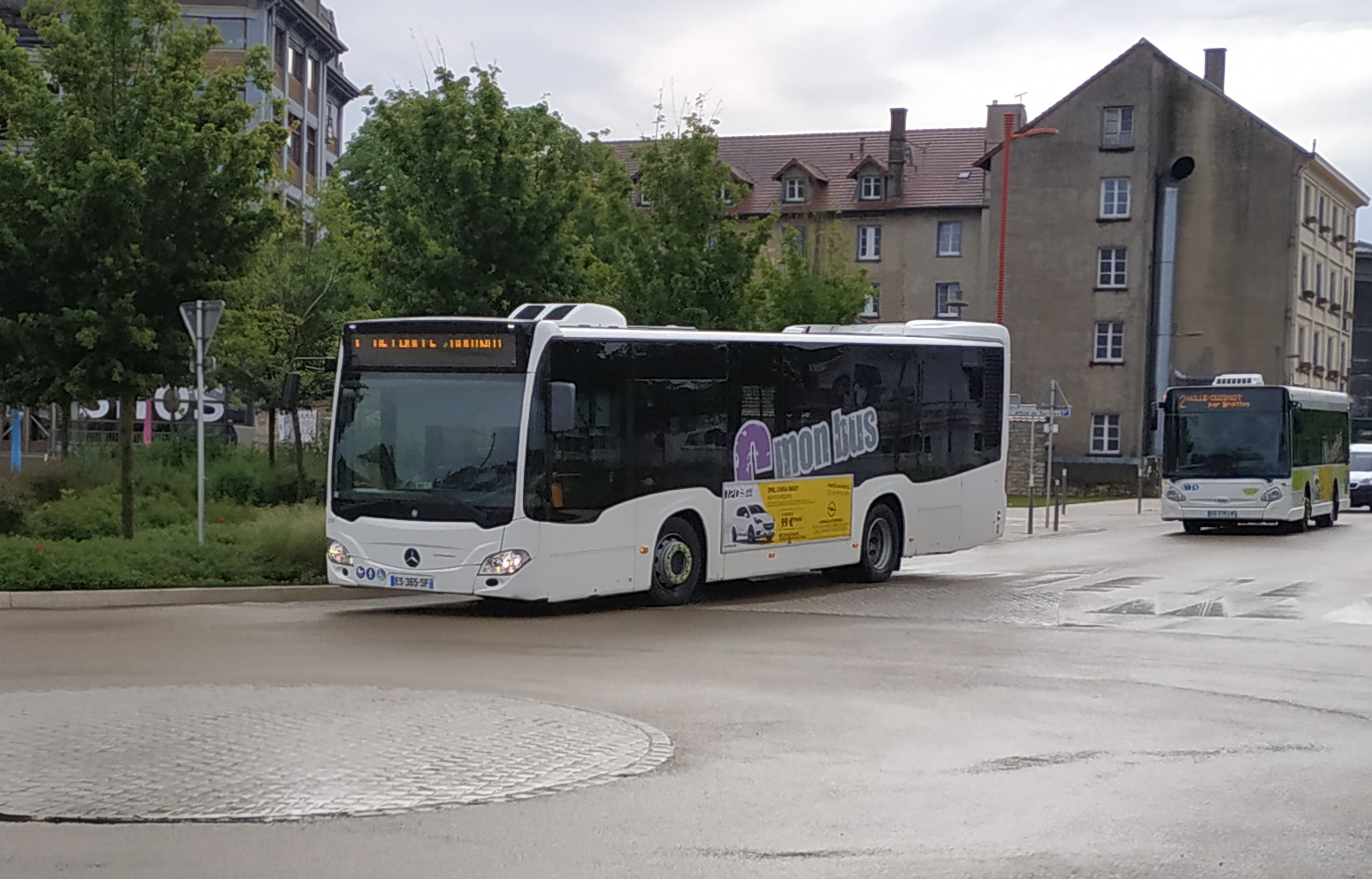
Cmonbus in Chaumont
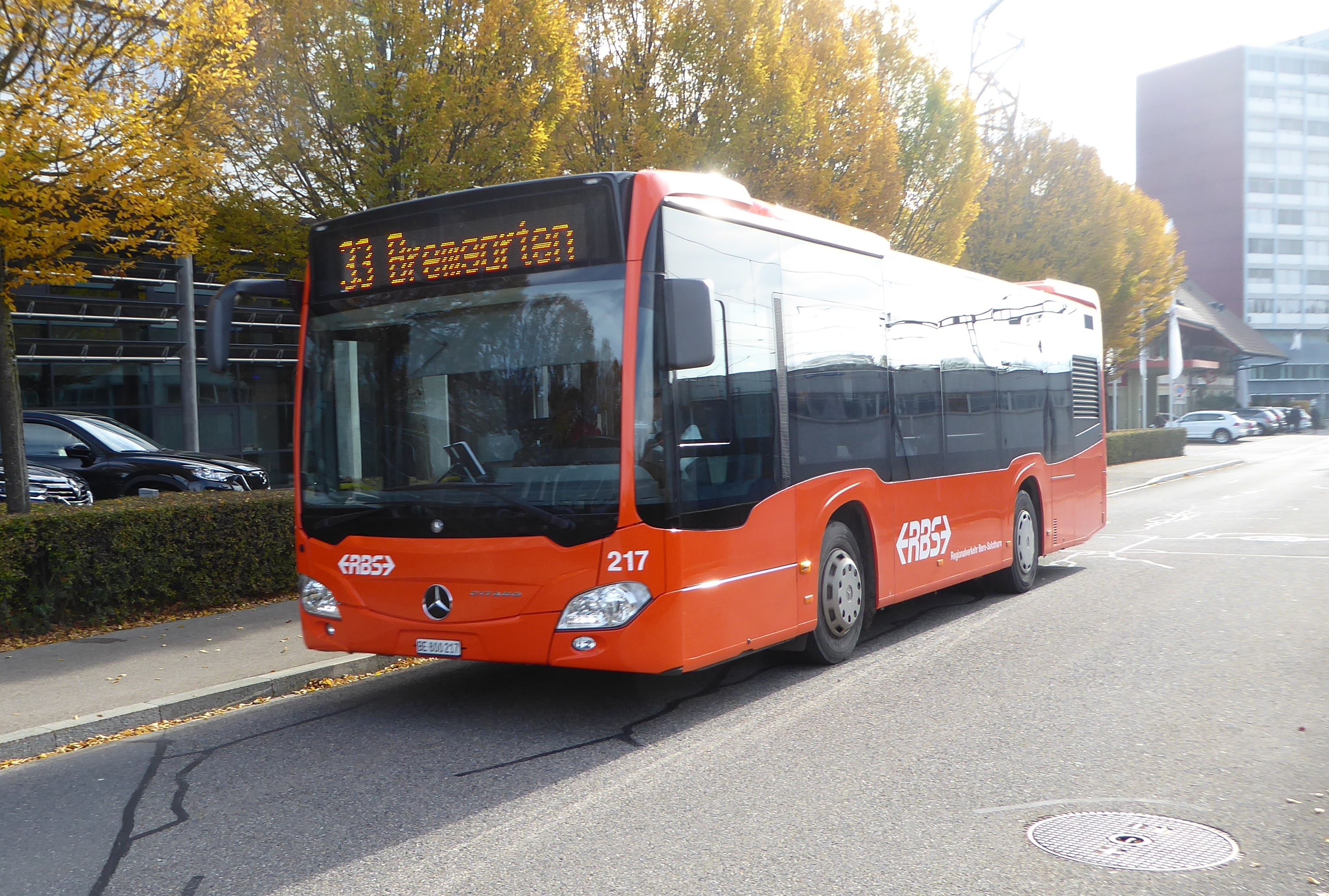
C2 K des RBS in Worblaufen
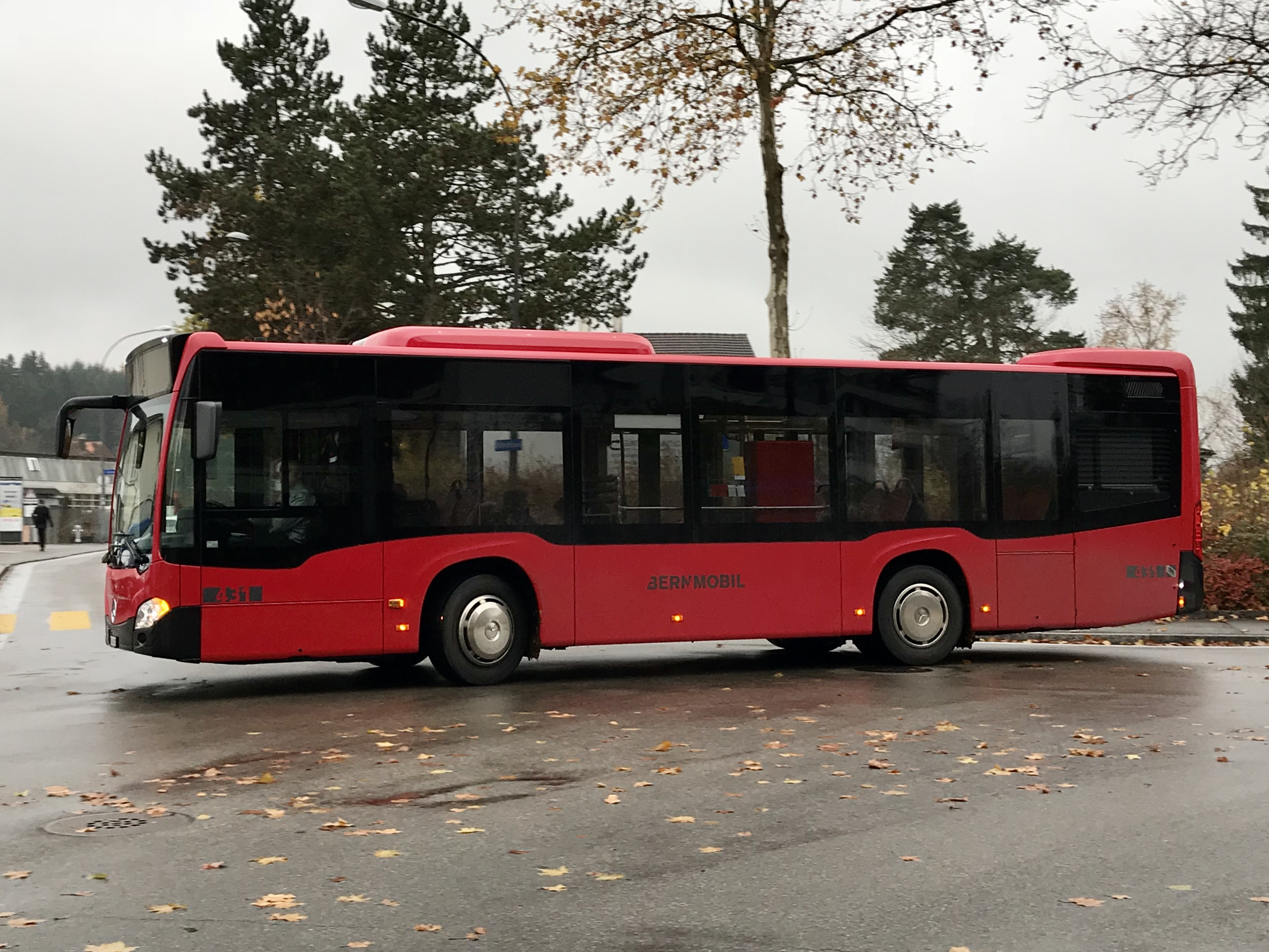
C2 K 431 von Bernmobil in Bethlehem